# Plexitartessus brandti
Plexitartessus brandti är en insektsart som beskrevs av Evans 1981. Plexitartessus brandti ingår i släktet Plexitartessus och familjen dvärgstritar. Inga underarter finns listade i Catalogue of Life.